# Eparchia di Samara

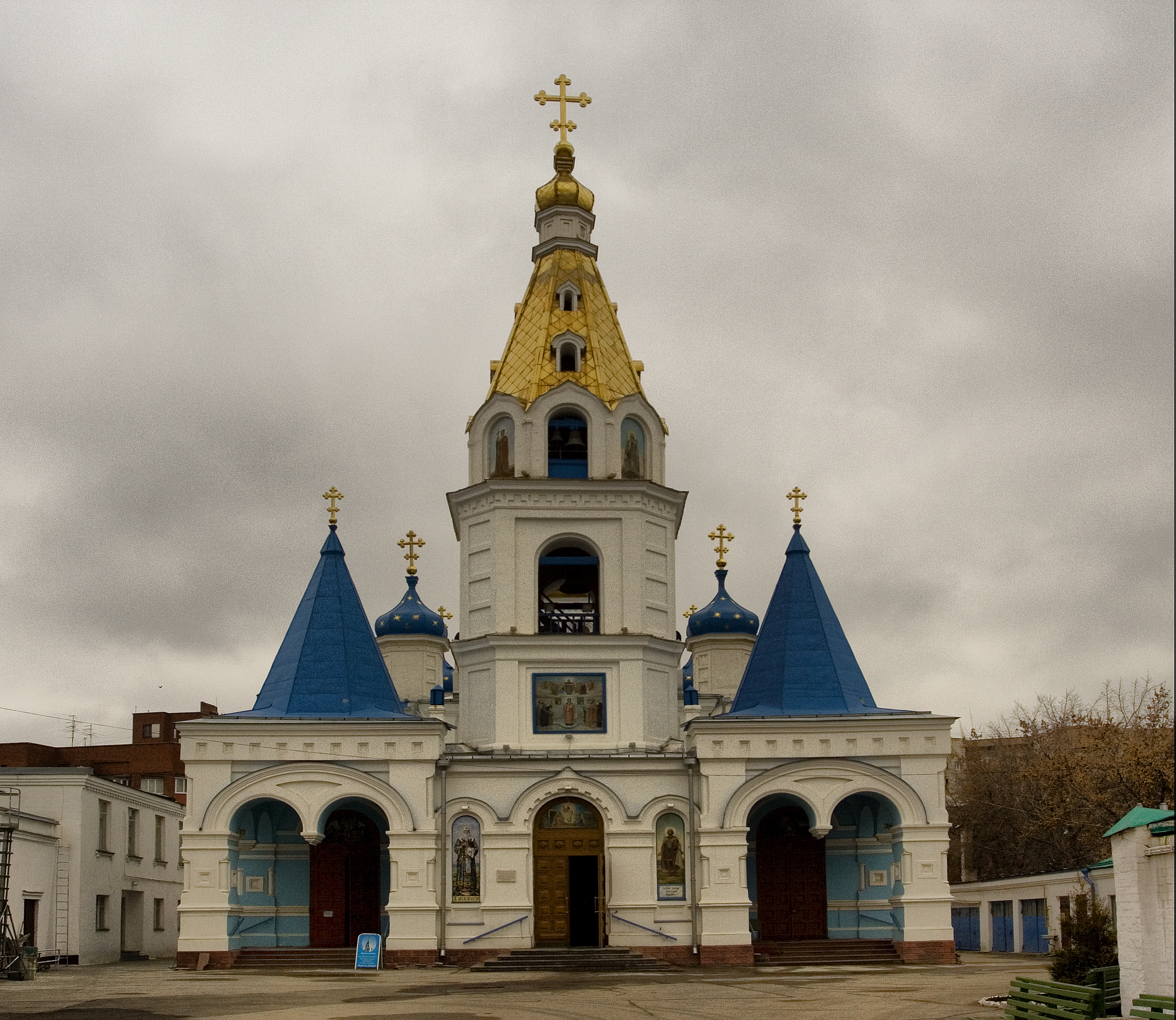
La cattedrale dell'Intercessione di Samara.

L'eparchia di Samara (in russo Самарская епархия?) è una diocesi della Chiesa ortodossa russa, appartenente alla metropolia di Samara.

## Territorio
L'eparchia comprende le città di Samara e di Novokujbyševsk, il Volžskij rajon e le località di Vinnovka e Tashla nel Stavropol'skij rajon nella oblast' di Samara.
Sede eparchiale è Samara, dove si trova la cattedrale dell'Intercessione.
L'eparca ha il titolo ufficiale di «metropolita di Samara e Novokujbyševsk».

## Storia
L'eparchia è stata eretta il 10 dicembre 1850 ricavandone il territorio dall'eparchia di Simbirsk. Nel 1916 ha ceduto una porzione di territorio per l'erezione dell'eparchia di Oral.
Il 15 marzo 2012 è stata istituita la metropolia di Samara e contestualmente l'eparchia cedette porzioni di territorio per l'erezione di due altre eparchie, Kinel' e Otradnyj.
Il 4 maggio 2017 e il 9 luglio 2019 ha ceduto altre porzioni di territorio a vantaggio dell'erezione rispettivamente dell'eparchia di Syzran' e dell'eparchia di Togliatti.